# 古活字版源氏物語

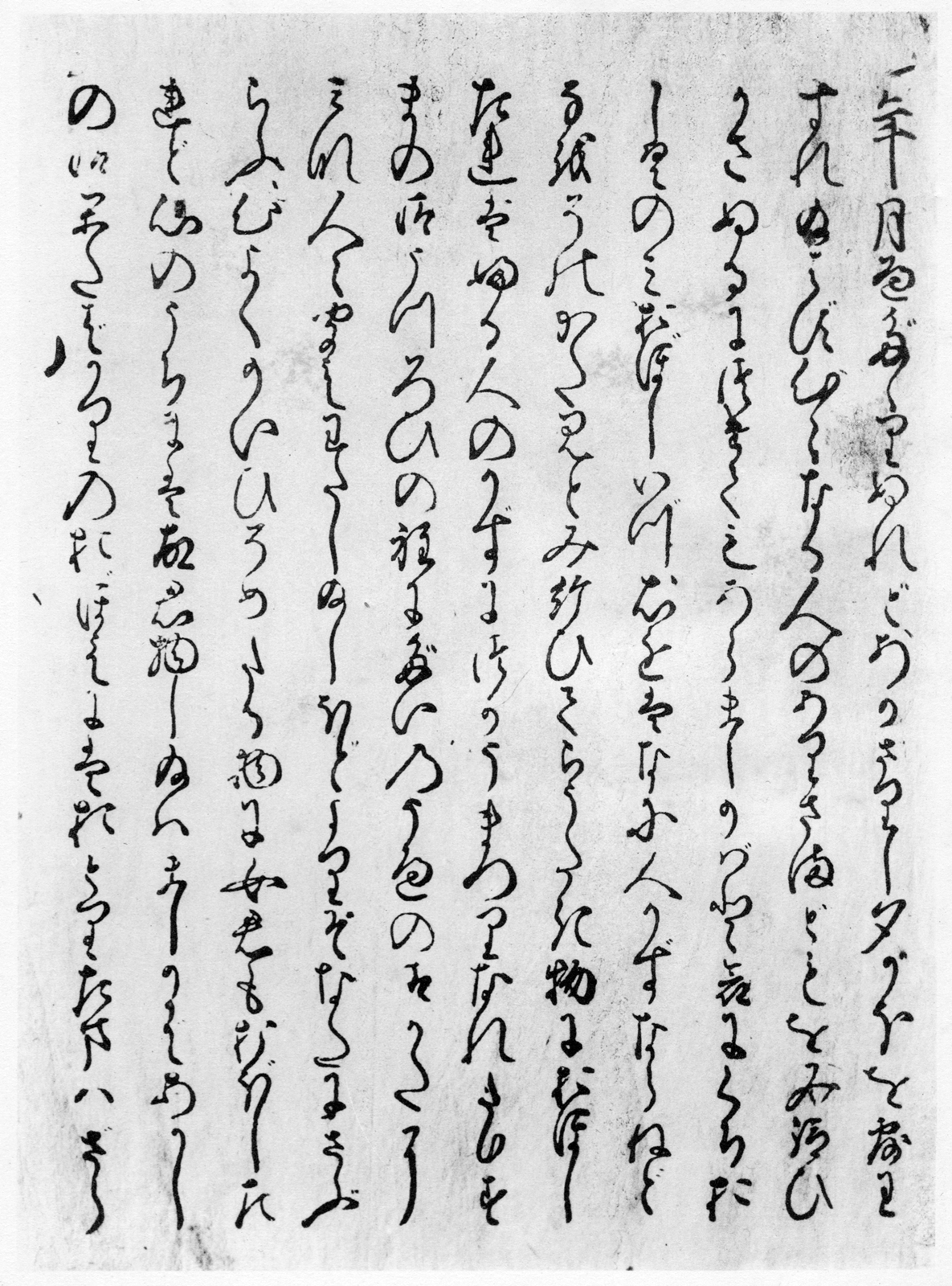
慶長木活本（玉鬘巻）

古活字版源氏物語（こかつじばんげんじものがたり）または古活字本源氏物語（こかつじほんげんじものがたり）とは、江戸時代初期に刊行された古活字本の源氏物語の版本をいう。

## 概要
平安時代中期に成立した源氏物語は、長く写本のみによって人々に伝えられてきたが、江戸時代に入ってから版本による源氏物語の出版が始まり、それによってそれまでとは比べものにならない数量の「源氏物語の本」が裕福な庶民にまで普及することになった。このような源氏物語の版本のうち、整版本以前に存在した「古活字版源氏物語」または「古活字本源氏物語」と呼ばれるものがある。この「古活字版源氏物語」は源氏物語の版本のうち、固有の表題を持たないことから「無印源氏」、また挿絵や注釈を持たず源氏物語の本文のみを内容としていることから「素源氏」と呼ばれることもあるものの一つでもある。「伝嵯峨本源氏物語」や1623年（元和9年）刊行と見られる「元和本源氏物語」などいくつかの存在が確認されている。

## 種類
整版本は同じ版木を使う限り同じ物が印刷されるのに対して古活字版は印刷のたび活字を組み直すため印刷の結果が少しずつ異なることになるために、刊記が存在しないと（あるいは刊記が存在してもそれが不正確だと）どのような版が存在するのか明らかにならず現在でも不明な点が多い。
広く普及した古活字本源氏物語としては
- 伝嵯峨本源氏物語（慶長年間刊）
- 元和本源氏物語（元和9年刊本）

の二つがよく知られており、この他に現物が確認されているものとして
- 慶長刊の十行古活字本（黒川真頼旧蔵実践女子大学蔵本、竜門文庫蔵本など）
- 寛永中刊本（大東急記念文庫所蔵本・昌平坂学問所旧蔵内閣文庫蔵本・正宗敦夫蔵本など）
- 寛永中刊本の異版（久原文庫蔵二本・広島県立歴史博物館黄葉夕陽文庫本[1]など）
- 九州大学蔵古活字版源氏物語[2]があり、その他に以下のような版本の存在が指摘されている。
- 元和中刊本。久邇宮家旧蔵本（反町茂雄著『弘文荘古活字版目録』昭和48年によれば「活字は元和本と酷似（恐らく同種）しており、行数・字詰等」も一致し、本文は元和本よりも伝嵯峨本に忠実で、刊行は元和本の元和9年に先立つとされる。）
- 寛永木活本（金子元臣蔵本[3]）